# Khatima
Khatima is een stad en gemeente in het district Udham Singh Nagar van de Indiase staat Uttarakhand. 

## Demografie
Volgens de Indiase volkstelling van 2001 wonen er 14.378 mensen in Khatima, waarvan 54% mannelijk en 46% vrouwelijk is. De plaats heeft een alfabetiseringsgraad van 66%. 